# ليندسي باركر
ليندسي باركر (بالإنجليزية: Lindsay Parker)‏ هي ممثلة أمريكية، ولدت في 30 مارس 1980 في لوس أنجلوس في الولايات المتحدة.

## وصلات خارجية
- ليندسي باركر على موقع IMDb (الإنجليزية)
- ليندسي باركر على موقع قاعدة بيانات الفيلم (الإنجليزية)